# Zagueiro

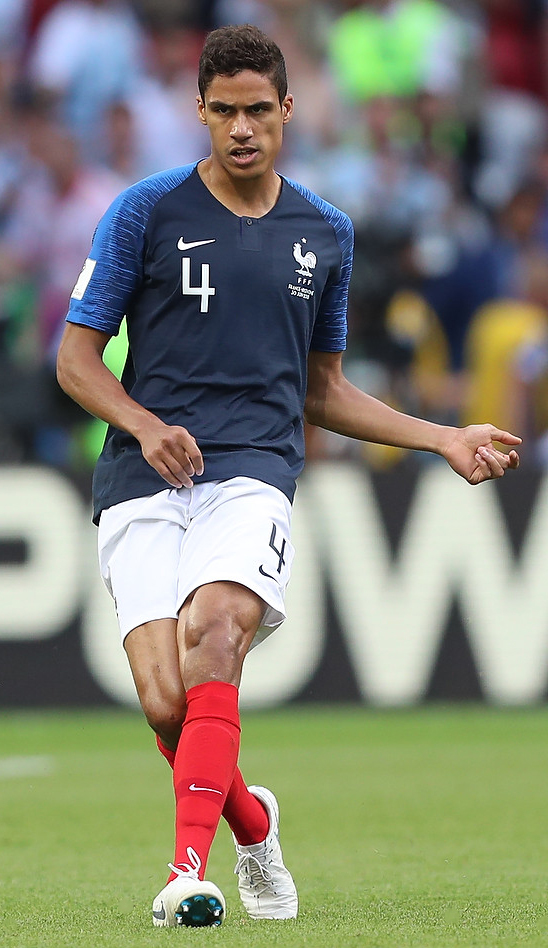
O zagueiro Raphaël Varane, em 2018, atuando pela Seleção Francesa

No futebol, um zagueiro, beque (português brasileiro) ou defesa central (português europeu) é o jogador que ocupa a posição entre a linha média e o gol ou baliza. É a principal posição da linha de defesa, chamada de zaga. O zagueiro é o responsável por proteger a última linha de defesa antes do goleiro.

## Função
A principal função do defesa central é marcar os atacantes, evitando que estes criem possibilidades de gol. Normalmente, os defesas centrais possuem alta estatura, que permite a disputa de bolas aéreas com cabeceamentos. O central se destaca por ser um jogador que possui grande técnica com a bola.
Outra característica é a forte marcação, necessária para bloquear os adversários. Atuando a pares, normalmente os treinadores escolhem um central para atacar a bola e outro para o ressalto. O primeiro deve encarregar-se de dar o início à tentativa de marcação, indo ao encontro do adversário, enquanto o outro espera para recuperar ressalto. É comum que exista um central mais forte e outro com mais velocidade nas equipas, porém, exceções são comuns.

## Esquema com três zagueiros

### Líbero
Quando uma equipe utiliza três zagueiros, tem-se o zagueiro pelo centro como líbero e libera-se os laterais mais para frente, tornando-os alas. A função de um líbero é atuar a frente dos outros dois zagueiros — podendo participar de jogadas ofensivas, volante — ou então ficar mais atrás, na sobra das divididas entre os seus companheiros e os atacantes, com a função de recuperar a bola e ser o último defensor antes do goleiro.

## Origem do vocábulo
Na Idade Média, os árabes usavam a palavra saq para referir-se a um rebanho e também para designar o ato de conduzi-lo ou pastoreá-lo. Mais adiante, a palavra ingressou na linguagem militar desse povo sob a forma saqa, que se referia à retaguarda de um exército.
O vocábulo entrou no castelhano sob a forma de çaga e no século XII já aparecia como çaguero, com o significado de o último, o de trás. No século XV já aparecia com a forma zaguero, embora nessa época fosse considerado um vocábulo vulgar. Por isso, criou-se a palavra zaga, que deu origem ao nome da famosa posição do futebol.
A partir de então zagueiro foi palavra muito pouco usada, para reaparecer somente no século XX, quando o futebol se tornou popular e a palavra de estirpe árabe renasceu então no mundo esportivo Brasileiro  através a América-Latina, para substituir back (aportuguesada beque), que é como se designa em inglês os jogadores que atuam nas últimas linhas da defesa.
Em Portugal este termo não é usado. No futebol é usado o termo defesa central ou "central".

## Numeração
Outra curiosidade é que, na maioria dos clubes do futebol brasileiro, estes dois zagueiros utilizam os números 3 e 4 respectivamente em suas camisas. Contudo, há clubes que usam numeração que remete aos tempos antigos do futebol. Há ainda casos, especialmente em grande parte dos clubes europeus, de zagueiros que utilizam o número 5 às costas, como por exemplo Fabio Cannavaro, Carles Puyol e Rio Ferdinand. Os zagueiros normalmente usam as camisas 2 e 6 deixando a camisa 3 para o lateral-esquerdo e a 4 para o lateral-direito, seguindo modelo de distribuição numérica usado na Argentina.[carece de fontes?]

## Zagueiros na Bola de Ouro
Zagueiros premiados com a Bola de Ouro pela revista francesa France Football.

### Vencedor
- Franz Beckenbauer (1972 e 1976)
- Matthias Sammer (1996)
- Fabio Cannavaro (2006)

### Segundo
- Billy Wright (1957)
- Giacinto Facchetti (1965)
- Bobby Moore (1970)
- Franz Beckenbauer (1974 e 1975)
- Franco Baresi (1989)
- Virgil van Dijk (2019)

### Terceiro
- Karl-Heinz Schnellinger (1962)
- Franz Beckenbauer (1966)
- Andreas Brehme (1990)
- Paolo Maldini (1994 e 2003)

## 10 zagueiros mais caros da história
| Posição | Zagueiro          | De              | Para              | Valor (£)     | Valor (€)    | Ano   |
| ------- | ----------------- | --------------- | ----------------- | ------------- | ------------ | ----- |
| 1       | Joško Gvardiol    | RB Leipzig      | Manchester City   | 80 milhões    | 90 milhões   | 2019  |
| 2       | Harry Maguire     | Leicester       | Manchester United | 78,3 milhões  | 87 milhões   | 2019  |
| 3       | Matthijs de Ligt  | Juventus        | Bayern de Munique | 76,9 milhões  | 85,5 milhões | 2022  |
| 4       | Virgil van Dijk   | Southampton     | Liverpool         | 76,2 milhões  | 84,6 milhões | 2017  |
| 5       | Wesley Fofana     | Leicester       | Chelsea           | 74,3 milhões  | 82,5 milhões | 2022. |
| 6       | Rúben Dias        | Benfica         | Manchester City   | 64,4 milhões  | 71,6 milhões | 2020  |
| 7       | Matthijs de Ligt  | Ajax            | Juventus          | 60,3 millhões | 67 milhões   | 2019  |
| 8       | Aymeric Laporte   | Athletic Bilbao | Manchester City   | 58,8 milhões  | 65 milhões   | 2018  |
| 9       | Ben White         | Brighton        | Arsenal           | 52,7 milhões  | 58,5 milhões | 2021  |
| 10      | Lisandro Martínez | Ajax            | Manchester United | 51,6 milhões  | 57,4 milhões | 2022  |

Fonte: ge. Atualizado em 7 de agosto de 2023.